# Сеннан (Осака)
Сенна́н (яп. 泉南市, せんなんし, МФА: [sen̚.naɴ ɕi̥]?) — місто в Японії, в префектурі Осака.     Отримало статус міста 1970 року. Площа становить 48,48 км². Станом на 1 липня 2012 року населення складало 63 758  осіб, густота населення — 1320 осіб/км².     

## Демографія
Згідно з даними перепису населення Японії, населення Сеннан активно збільшувалося до 90-х років. Станом на 1 жовтня 2020 року населення складало 60 102 особи, з яких чоловіків — 28 718 осіб, жінок — 31 384 особи. Густота населення — 1227 осіб/км².

## Історія
Сеннан отримав статус міста 1 липня 1970 року.